# Omar Cook
Omar-Sharif Cook (Brooklyn, 28 gennaio 1982) è un ex cestista e allenatore di pallacanestro statunitense naturalizzato montenegrino.

## Carriera

### Club
Viene selezionato con la terza scelta del secondo giro (31ª scelta assoluta) dagli Orlando Magic al draft 2001, venendo subito ceduto ai Denver Nuggets. Non riesce tuttavia a imporsi, soprattutto a causa della sua scarsa abilità nel tiro. Dal 2001 al 2004 ha collezionato alcune presenze in pre-stagione per varie squadre, giocando anche alcune partite in stagione regolare (17 con i Portland Trail Blazers nella stagione 2003-04 e 5 con i Toronto Raptors nella stagione 2004-05. Nel luglio 2005 è stato scelto dalla AAPBL, ma la lega si è sciolta qualche settimana dopo.
Ha anche brevemente guidato la D-League in assist e palle rubate nella stagione 2004-05 con la maglia dei Fayetteville Patriots. Durante la stagione 2005-06 ha giocato in Ligue Ethias con il Mons-Hainaut. L'anno successivo ha giocato prima in LNB Pro A con lo Strasburgo I.G. e poi in Professional'naya basketbol'naya liga con il CSK VVS Samara. Nella stagione 2007-2008 ha giocato in Super liga Bosne i Hercegovine con la Stella Rossa Belgrado. Con la squadra di Belgrado gioca la sua migliore stagione in carriera, diventando leader della squadra.
Il 26 luglio 2008 viene ingaggiato dall'Unicaja Málaga, con cui ha giocato per due stagioni. Nel 2010 firma un contratto biennale con il Power Electronics Valencia.
Nel 2011 ha firmato un contratto biennale con l'Olimpia Milano in Serie A, divenendone il capitano all'inizio della stagione successiva. Tuttavia il 19 dicembre 2012 rescinde il suo contratto con Milano e si trasferisce al Caja Laboral, firmando un contratto fino al termine della stagione.
Passa quindi per una stagione ai Lituani del Basketball Club Lietuvos rytas
Dopo due stagioni in Montenegro con il Buducnost nell'estate 2016 ha firmato un contratto con l'Estudiantes

### Nazionale
Con la nazionale del Montenegro partecipa al Campionato europeo del 2011

## Statistiche

### College
| Anno      | Squadra             | PG | PT | MP   | TC%  | 3P%  | TL%  | RP  | AP  | PRP | SP  | PP   |
| --------- | ------------------- | -- | -- | ---- | ---- | ---- | ---- | --- | --- | --- | --- | ---- |
| 2000-2001 | St. John's R. Storm | 29 | 29 | 38,2 | 36,0 | 30,9 | 74,2 | 3,0 | 8,7 | 2,3 | 0,2 | 15,3 |
| Carriera  | Carriera            | 29 | 29 | 38,2 | 36,0 | 30,9 | 74,2 | 3,0 | 8,7 | 2,3 | 0,2 | 15,3 |

### NBA

#### Regular Season
| Anno      | Squadra             | PG | PT | MP   | TC%  | 3P% | TL%  | RP  | AP  | PRP | SP  | PP  |
| --------- | ------------------- | -- | -- | ---- | ---- | --- | ---- | --- | --- | --- | --- | --- |
| 2003-2004 | Portland T. Blazers | 17 | 0  | 8,2  | 25,9 | 0,0 | -    | 0,4 | 1,4 | 0,6 | 0,0 | 0,8 |
| 2004-2005 | Toronto Raptors     | 5  | 0  | 14,8 | 41,7 | 0,0 | 50,0 | 1,4 | 4,4 | 1,2 | 0,2 | 4,6 |
| Carriera  | Carriera            | 22 | 0  | 9,7  | 33,3 | 0,0 | 50,0 | 0,6 | 2,1 | 0,7 | 0,0 | 1,7 |

### Eurolega
| Anno      | Squadra        | PG  | PT | MP   | TC%  | 3P%  | TL%  | RP  | AP  | PRP | SP  | PP  |
| --------- | -------------- | --- | -- | ---- | ---- | ---- | ---- | --- | --- | --- | --- | --- |
| 2008-2009 | Málaga         | 16  | 11 | 23,5 | 36,5 | 39,1 | 75,0 | 1,9 | 5,1 | 1,2 | 0,0 | 5,6 |
| 2009-2010 | Málaga         | 16  | 15 | 28,0 | 40,8 | 38,5 | 79,4 | 1,8 | 5,9 | 1,2 | 0,1 | 9,7 |
| 2010-2011 | Valencia       | 21  | 21 | 30,1 | 38,6 | 36,1 | 79,1 | 2,4 | 5,5 | 1,8 | 0,0 | 8,0 |
| 2011-2012 | Olimpia Milano | 16  | 16 | 30,0 | 35,4 | 36,8 | 70,0 | 2,4 | 5,7 | 1,0 | 0,0 | 7,3 |
| 2012-2013 | Olimpia Milano | 10  | 10 | 28,2 | 48,0 | 46,2 | 58,3 | 1,7 | 5,0 | 1,4 | 0,0 | 7,3 |
| 2012-2013 | Saski Baskonia | 18  | 8  | 20,4 | 32,2 | 33,3 | 50,0 | 1,1 | 3,5 | 1,2 | 0,0 | 3,1 |
| 2013-2014 | Rytas Vilnius  | 8   | 7  | 29,7 | 26,3 | 29,7 | 72,7 | 1,6 | 5,9 | 1,2 | 0,0 | 6,1 |
| Carriera  | Carriera       | 105 | 88 | 26,9 | 37,3 | 37,2 | 73,8 | 1,9 | 5,2 | 1,3 | 0,0 | 6,7 |

## Palmarès

### Squadra
- Campionato montenegrino: 2

Budućnost: 2014-15, 2015-16
- Coppa del Montenegro: 2

Budućnost: 2015, 2016
- FIBA EuroCup Challenge: 1

VVS Samara: 2006-07
- Basketball Champions League: 2

San Pablo Burgos: 2019-20, 2020-21
- Coppa Intercontinentale: 1

San Pablo Burgos: 2021
- Coppa del Belgio: 1

Mons: 2006

### Individuale
- McDonald's All-American Game (2000)
- 3 volte All-NBDL Second Team (2002, 2004, 2005)
- 2 volte miglior passatore NBDL (2002, 2004)
- Migliore nelle palle rubate NBDL (2004)